# Foreste del Siele e del Pigelleto di Piancastagnaio
Le foreste del Siele e del Pigelleto di Piancastagnaio sono un'area protetta della provincia di Grosseto e Siena.  Riconosciute sito di interesse comunitario (SIC), sono anche sito di interesse regionale (SIR) "Siele e Pigelleto", quest'ultimo in parte ricompreso nella riserva naturale Pigelleto e in parte nell'area contigua della riserva naturale Monte Penna.
Nel territorio sono presenti ecosistemi forestali continui, maturi e di elevata caratterizzazione ecologica.

## SIR
I principali elementi di criticità interni al SIR sono: 
- presenza di densi rimboschimenti di conifere
- inquinamento genetico della popolazione autoctona di abete bianco.
- progressiva chiusura dei residui lembi di ambienti aperti.

I principali elementi di criticità esterni al sito sono: 
- presenza di confinanti siti estrattivi.

Le principali misure di conservazione da adottare sono: 
1. tutela dei boschi misti di latifoglie mesofile, habitat dell'abete bianco (EE)
2. mantenimento dell'integrità degli ecosistemi forestali, in termini quantitativi e qualitativi, favorendone la diversificazione ecologica, l'incremento dei livelli di maturità e la rinaturalizzazione (negli impianti artificiali di conifere) (E).

Indicazioni per le misure di conservazione: 
- applicazione del piano di gestione al territorio della riserva naturale (E).
- nelle aree esterne alla riserva naturale, adozione di misure di conservazione analoghe a quelle previste nel piano di gestione della riserva, compatibilmente con il diverso regime proprietario e vincolistico (M).

## Geomorfologia
La tipologia ambientale prevalente del SIR è l'area montana, in massima parte occupata da ambienti forestali, con boschi di latifoglie mesofile e termofile, rimboschimenti di conifere, boschi misti di latifoglie e abete bianco. Di notevole valore forestale, comprende fitocenosi molto evolute e ricche di specie mesofile alcune delle quali endemiche dei boschi centro-appenninici. 
Struttura e stabilità dinamica sono notevoli, e alcune cenosi sono da ritenersi prossime alla fase climax. Le altre tipologie ambientali rilevanti sono gli arbusteti e i corsi d'acqua con vegetazione ripariale.

## Fauna
Possibile presenza del biancone (Circaetus gallicus) come nidificante.

## Flora
Fitocenosi: boschi misti di latifoglie decidue (Acer, Ulmus, Fagus, Tilia, Quercus, Fraxinus) della Alta Val di Siele (SI - GR). 
Tra le specie vegetali è presente la specie autoctona Abies alba.